# Damnaster tasmani
Damnaster tasmani är en sjöstjärneart som beskrevs av H.E.S. Clark och McKnight 1994. Damnaster tasmani ingår i släktet Damnaster och familjen Porcellanasteridae.
Artens utbredningsområde är havet kring Nya Zeeland. Inga underarter finns listade i Catalogue of Life.